# Изидора Косач Борисова
Изидора Косач Борисова (укр. Косач-Борисова Ізидора Петрівна; Колодијажне, 21. март 1888 ― Њу Џерзи, 12. април 1980) била је украјински писац, научник, просветни радник и преводилац.

## Биографија

### Младост и образовање
Рођена је 21. марта 1888. у Колодијажни као шесто и најмлађе дете Петра Антоновића Косача и Олене Пчилке. Лесја Украјинка и Олга Косач Кривињук биле су јој старије сестре, а Михаило Драгоманов им је био ујак.
Темељно основно образовање је стекла код куће, посебно је Лесја учила француски језик и клавир што јој је омогућило да настави школовање у Петој гимназији у Кијеву. Године 1905. је завршила женске пољопривредне курсеве у Санкт Петербургу. Била је једна од првих жена примљених на Кијевски политехнички институт где је дипломирала агрономију 1911. године.

### Каријера
Од 1911. је радила у виноградарству као истраживач, 1917. је предавала и истраживала физиологију биљака у Кијеву, крајем 1920. је радила као преводилац француске књижевности у сарадњи са Државном издавачком кућом Украјине, 1925. је предавала на Агроинжењерском институту и радила као асистент на Катедри за физиологију биљака, као професорка хемије је радила на Пољопривредном институту и гимназији до пензије. 
Осуђена је за „контрареволуционарну агитацију” 1937, провела је две године у радном логору и у Лукјанивском затвору у Кијеву. Напустила је Украјину са ћерком и сестром Олгом 1944. године након што ју је затворио Гестапо. Провела је време у избегличким логорима и преселила се у Сједињене Америчке Државе 1949.
Писала је мемоаре. Заједно са сестром Олгом је сарађивала са Украјинском академијом наука и уметности како би објавиле радове своје сестре поводом стогодишњице Лесје Украјинке. Била је почасни члан Украјинске националне женске лиге Америке.

### Приватни живот
Удала се за Јурија Григоровича Борисова 22. априла 1912, са којим је имала ћерку Олгу.
Супруг јој је преминуо у сибирском затвору 1941, а она 12. априла 1980. у Њу Џерзију.
Године 1989. ју је Врховни совјет Совјетског Савеза постхумно „рехабилитовао”, а убрзо након тога је њена ћерка пренела њене документе у украјинску архиву.